# Intel DX2

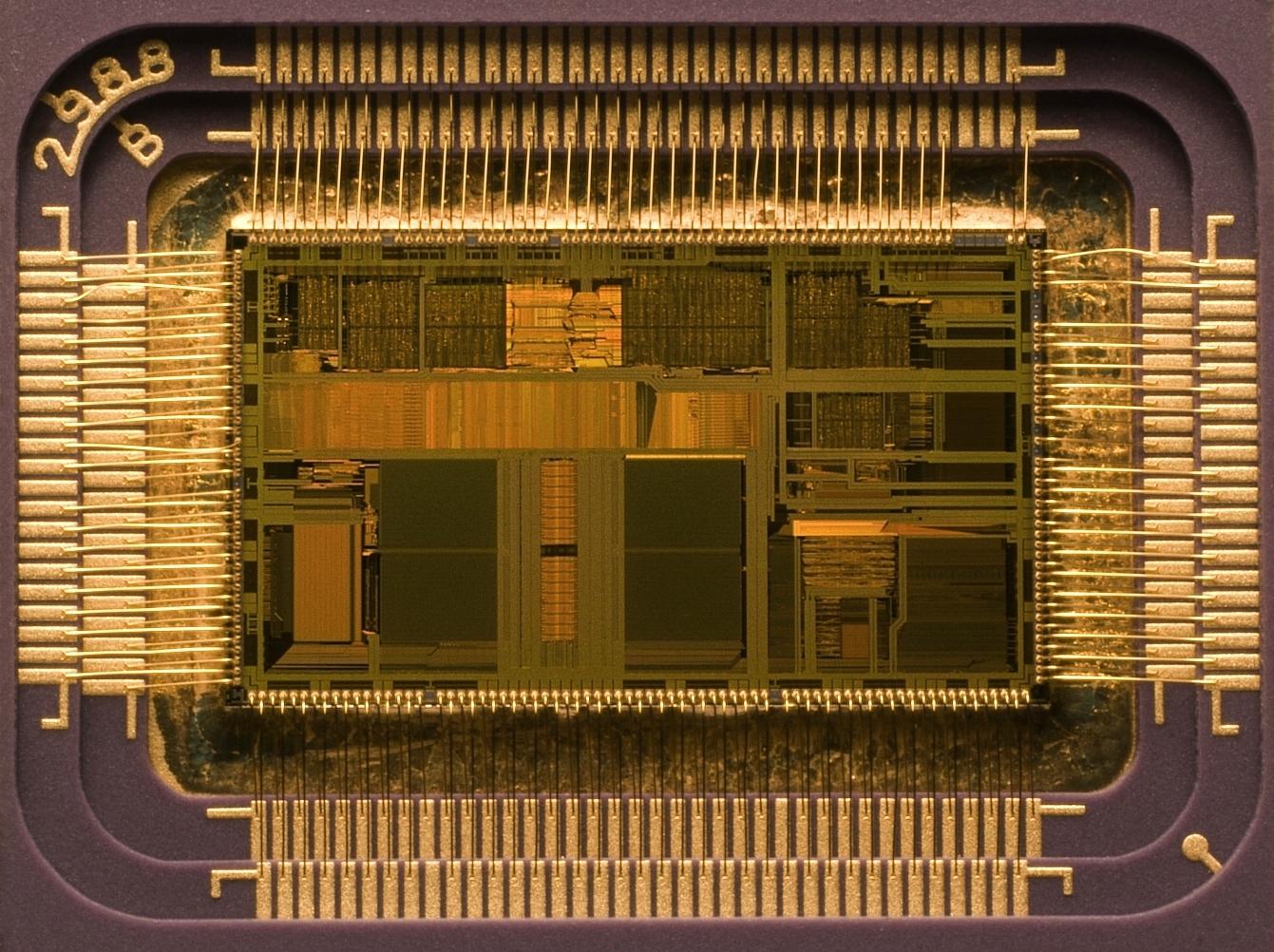
El microprocesador Intel 486DX2

El Intel 80846DX2 (posteriormente renombrado o rebautizado como i486DX2) fue un microprocesador de cuarta generación lanzado al mercado en 1992.
El i486DX2 era casi idéntico al i486DX, a excepción de la circuitería adicional del multiplicador del reloj. De hecho, era la primera vez que se introducía este entonces novedoso concepto, que permitía que el núcleo de la CPU operase a un múltiplo de la velocidad del más lento bus externo de datos. Hasta ese entonces las CPUs debían necesariamente operar a la misma velocidad de dicho bus, lo cual era un cada vez más evidente impedimento para elevar la velocidad de funcionamiento de aquellas. En su caso particular, la CPU operaba internamente a 66 MHz, el doble de los 33 MHz del bus externo, equivaliendo por lo tanto a un multiplicador de 2x en el que por cada ciclo del reloj del bus la CPU realizaba dos de los suyos.
Además el i486 DX2 era bastante más rápido que el i486 DX, a pesar de mantener la misma velocidad del bus de 33 MHz, en gran medida gracias a los 8 KiB de memoria caché L1 (Level 1, de primer nivel), la cual le permitía no tener que acceder al mismo de forma permanente para buscar los datos más recientemente procesados.
Para muchos jugadores de videojuegos de principios y hasta incluso de mediados de la década de 1990, hacia el fin de la era del entonces sistema operativo (SO) MS-DOS (y su reemplazo por el entonces nuevo SO Windows 95), el Intel 486DX2de 66 MHz fue un microprocesador bastante popular.
Aunque algunas computadoras personales sólo eran ensambladas con 4 MB de RAM (cada MB adicional costaba algo así como USD 50 a mediados de la década de 1990), otras PCs con 8 o incluso 16 MB más una placa de video VESA Local Bus (VLB), la CPU podía hacer era capaz de ejecutar virtualmente todos los juegos para PC de esa época e incluso algunos que estuvieron disponibles durante varios de los años siguientes, contribuyendo así a una deseable longevidad del ciclo de vida útil de la misma.
La introducción de los gráficos 3D (o eventualmente los denominados 2,5 D) aceleró el fin del reinado del Intel 80486, debido a su ya para entonces pesado uso de cálculos de coma flotante (en inglés: floating point, “punto flotante”) y la necesidad de contar con mayor ancho de banda y con una memoria caché más rápida (para evitar tener que acceder permanentemente al más lento bus de datos externo)
Los programadores o desarrolladores de software comenzaron a basarse o enfocarse en las extensiones introducidas por la microarquitectura P5 del Intel Pentium (el cual fue lanzado al mercado en los Estados Unidos el lunes 22 de marzo de 1993) mediante la escritura de optimizaciones del código x86 escritas en lenguaje ensamblador, lo que llevó al surgimiento y al uso de términos tales como “Procesador compatible con [el] Pentium” (Pentium compatible processor) para los entonces ya crecientes requerimientos de software. Este fenómeno fue potenciado a partir del lanzamiento por parte de Intel, a partir del 22 de octubre de 1996, de la CPU Pentium MMX (aparentemente por Multimedia extensions), la cual incluía registros adicionales dentro del núcleo del microprocesador destinados al procesamiento específico de números enteros.
También estuvo disponible una versión del Intel 80486 DX2 de 50 MHz, pero debido a que su velocidad del bus externo de datos era de 25 MHz en lugar de 33 MHz, este era un procesador significativamente menos popular.
Existieron dos versiones principales del DX2, que eran identificadas por los respectivos nombres en código de P24 y P24D. La segunda de aquellas ofrecía el modo de memoria caché L1 más rápido denominado en inglés write-back, el cual mejoraba su rendimiento de forma relativamente significativa. La versión original del 80486 (cuyo nombre código era P24) sólo ofrecía la más antigua memoria caché L1 de tipo write-through.
Por su parte, tanto Advanced Micro Devices (AMD) como Cyrix, empresas de semiconductores que entonces competían contra Intel (de las cuales desde hace ya varios tan sólo la primera de ellas continúa haciéndolo) lanzaron al mercado microprocesadores de cuarta generación alternativos al i486DX2. En particular, el producto de la primera era conocido como Am486.

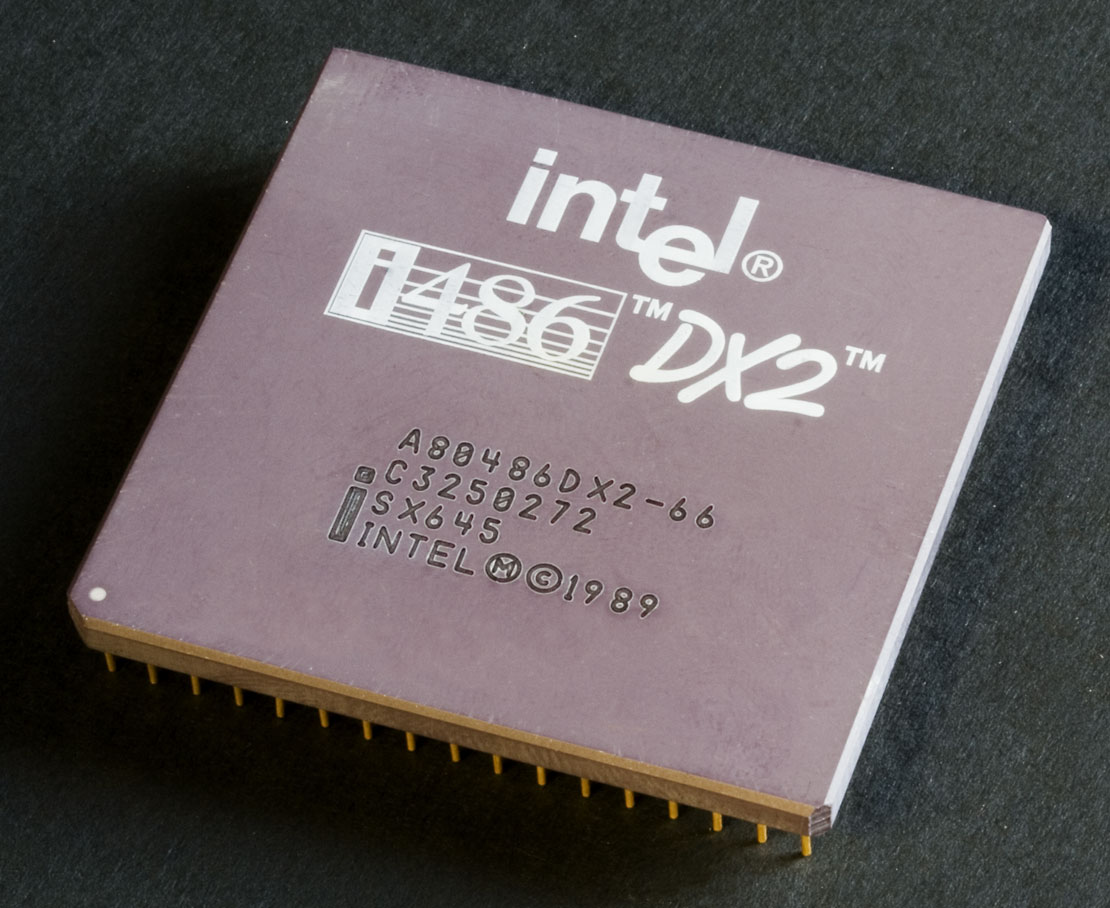
Vista superior de un microprocesador Intel 80486 DX2-66
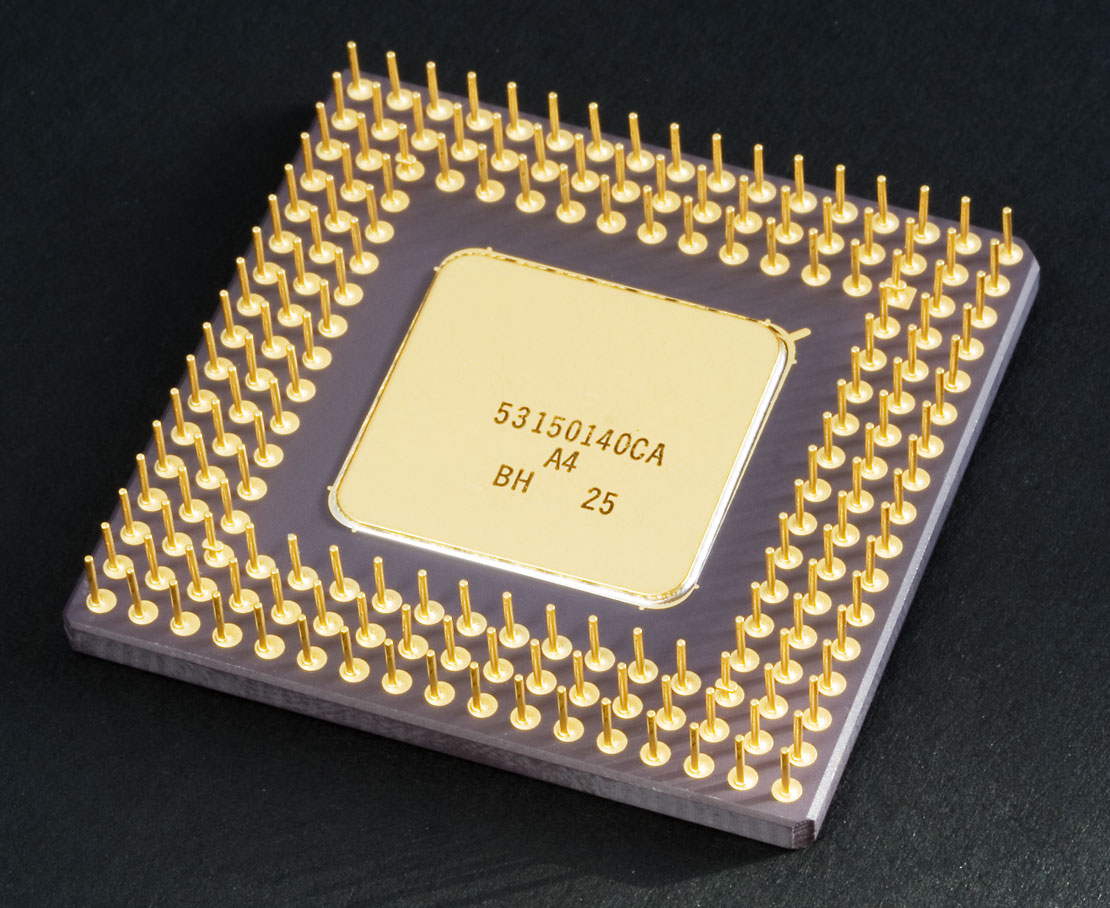
Vista inferior de la CPU, mostrando las “patitas” (pins) doradas que lo conectaban con el zócalo (socket) de la placa madre o base
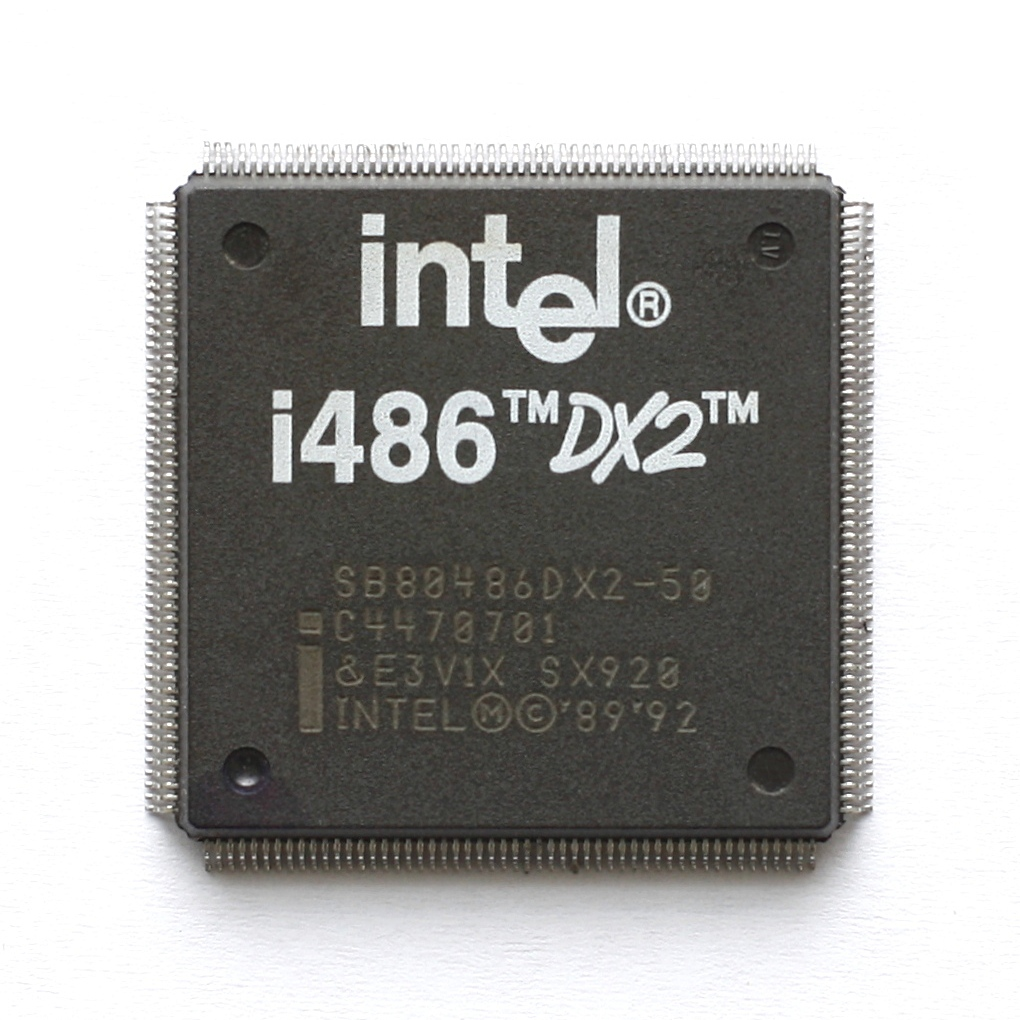
Un i486DX2 (de la versión mejorada SQFP (SL enhanced Quad Flat Package).